# Bruce Dickinson
Paul Bruce Dickinson, född 7 augusti 1958 i Worksop i Nottinghamshire, är en brittisk artist. Han är mest känd som sångare i hårdrocksbandet Iron Maiden, men är också verksam som soloartist.  
Bruce Dickinson var sångare i Iron Maiden mellan 1981 och 1993, och återförenades med dem 1999. Han är en av bandets huvudsakliga låtskrivare.
Som soloartist har Bruce Dickinson gett ut albumen Tattooed Millionaire (1990), Balls to Picasso (1994), Skunkworks (1996), Accident of Birth (1997), The Chemical Wedding (1998), Tyranny of Souls (2005) och The Mandrake Project (2024). 
Han är även känd för sina stora variation av engagemang vid sidan om musiken. Han har varit heltidsanställd som flygbolagspilot, tävlat på elitnivå i fäktning, skrivit böcker, filmmanus och serietidningsmanus, gjort tv-dokumentärer, varit radiopratare i BBC, turnerat som föreläsare och varit företagsledare för flyghangarer och moderna luftskepp. Sedan 2013 är han engagerad i Iron Maidens samarbete med ölbryggeriet Robinson som gjort ölen Trooper i olika varianter. 2021 startade han podcasten Psycho Schizo Espresso tillsammans med psykologen Dr Kevin Dutton.

## Sångstil och låtskrivande
Bruce Dickinson har ett omfångsrikt och varierat sångregister. Under sin första tid i Iron Maiden 1981 fick han det skämtsamma epitetet "The Human Air Raid Siren" på grund av sin operaliknande kraft och melodiösa stil som tydligt särskilde sig från bandets föregående sångare. Dickinson har beskrivit sig själv som en "storyteller" genom sättet han använder sin röst och innehållet i de låttexter han framför. Både med Iron Maiden och som soloartist handlar låttexterna oftast om krig, religion, skräck, fantasy, science fiction och ockultism, men han har även skrivit samhällskritiska samtidstexter.

## Barndom och ungdom (1958–1979)
Dickinson föddes 1958 i det lilla gruvsamhället Worksop i England. Hans far arbetade då som mekaniker i armén och hans mor arbetade deltid i en skoaffär. Föräldrarna var mycket unga, hon bara sexton och han bara sjutton, när de upptäckte att hon var gravid. När paret gifte sig och flyttade in till storstaden Sheffield lämnades Bruce kvar i Worksop för att bo hos sina morföräldrar. Han sjunger om sin farfar i sololåten Born in 58. Den första skivan han fick var singeln She Loves You av The Beatles, som hans farfar betalade för, och han gjorde i tidig ålder några första försök att lära sig spela på en akustisk gitarr som tillhörde fadern.
Vid fem års ålder började han skolan i Manton Primary i Worksop, men när hans föräldrar hämtade honom till att bo hos dem i Sheffield bytte han till skolan Manor Top. Makarna Dickinson hade efter en tid som mäklare i Sheffield tjänat ihop till att köpa ett större hus, där fadern sålde begagnade bilar på gården.
När Bruce var tretton år och familjen fått det bra ekonomiskt ställt skickades han till privatskolan Oundle i Northamptonshire, som var ett internat för pojkar. Bruce hade inget emot att skickas bort, något som han förklarar med: "Jag tog det här som en förevändning för att komma bort från dem [föräldrarna]. Jag tror det berodde på att jag egentligen aldrig hade kommit dem riktigt nära när jag var väldigt, väldigt ung."
Privatskolan använde sig av systematiserad mobbing, där de yngre blev regelbundet misshandlade av både lärare och äldre elever. Han har beskrivit det privata skolsystemet som "systematiserad tortyr" och att denna period gjorde honom till en outsider. Med tiden assimilerades han dock i skolans hierarki och den värsta mobbingen upphörde. Han fick upp ögonen för fäktning, som var skolans officiella sport, och vann skolmästerskapet. Han gick med i The Combined Cadet Force, den brittiska försvarsmaktens ungdomsorganisation, där han blev befordrad till gruppledare. Med sitt militärhistoriska intresse startade han även en krigsspelsklubb ihop med en kamrat, och han gick med i skolans teaterförening där han utöver skådespelandet började regissera och skissa på eget teatermaterial.
På internatet hörde han en annan elev spela Deep Purple, vilket startade hans intresse för hårdrock, och deras album In Rock blev den första lp:n han köpte. Efter Deep Purple upptäckte han Black Sabbath, Jethro Tull och Emerson, Lake & Palmer, och upptäckte även Van der Graaf Generator och Arthur Brown när dessa band blev bokade till konserter på skolan.
Han ville bli trummis som Ian Paice i Deep Purple och lånade ett par bongotrummor från musiksalen för att öva. Han upptäckte att han kunde sjunga höga toner, och någon i skolkören kommenterade att han verkligen hade en bra röst. På vårterminen 1976 blev han relegerad från internatskolan efter att ha deltagit i en busstreck där han urinerat i rektorns mat.

### Styx (1976)
Han omplacerades till gymnasieskolan King Edward VII School i Sheffield, där det i stor kontrast till privatskolan inte förekom någon systematiserad misshandel och det var blandat pojkar och flickor i klasserna. För att fortsätta sitt militära fritidsintresse gick han med i den frivilliga brittiska reservarmén Territorial Army som menig soldat.
Under sommarlovet 1976 gick han med i sitt första band, då han hade hört ett par andra killar nämna att de behövde en sångare. Bandet kallade sig Paradox och repade i ett garage, där de blev imponerade av Dickinsons sång och hans förmåga att skrika som Ian Gillan. Han gjorde sitt första framträdande som rocksångare tillsammans med Paradox på den lokala ungdomsgården, där de framförde Deep Purples "Smoke on the Water". Enligt Dickinson själv var det cirka fyra personer framför scenen medan resten av publiken stod förskräckt uppbackad mot bortre väggen. På hans förslag bytte Paradox namn till Styx, utan att bry sig om att det redan fanns ett etablerat amerikanskt rockband med samma namn. Han köpte en egen bra mikrofon och Styx gjorde några framträdanden på stadens pubar. Dickinson skrev ännu inga egna låtar, och bandet spelade bara covers förutom låten "Samurai" som en annan bandmedlem skrivit. Bandet splittrades innan sommarlovet var slut, då de andra medlemmarna hade sommarjobb och Dickinson behövde koncentrera sig på sina slutprov i gymnasiet.

### Speed & Shots (1977–1979)
Efter gymnasiet flyttade Dickinson till London för att studera historia i tre år på universitet, då han trots sina låga slutprovsbetyg hade kommit in på Queen Mary College.
Efter flytten till London slutade han som reservare i armén, och började istället ägna mer tid åt rockmusiken. Han lärde sig spela elgitarr och träffade Paul "Noddy" White som spelade flera instrument och hade ett eget PA-system och annan musikutrustning. Dickinson föreslog att de skulle bilda ett band, vilket kom att bli Speed. Dickinson har senare beskrivit deras sound som ”en blandning av Judas Priest och The Stranglers toppat med lite Hammondorgel”. Dickinson började skriva sina första egna låtar, och lyckades även få ansvaret att bli bandbokare till universitetets konserthall dit han bokade flera större rockband och fick ströjobb som roddare åt bland annat The Jam.
Bandet Speed splittrades innan året var slut, då de olika medlemmarna flyttat till olika platser i London och trummisen sällan fick ledigt från sitt arbete. Dickinson hade nu fått självförtroende som sångare och läste musiktidningarna för att söka sig till nya band. För att svara på en annons i Melody Maker med rubriken "Sångare sökes för inspelningsprojekt" spelade han in sig själv a cappella på en demokassett. Han blev kallad till studion, där uppdragsgivarna var bröderna Phil och Doug Siviter som höll på att spela in den egna låten "Dracula". Det blev hans första studioinspelning, och den finns bevarad och gavs senare ut på samlingsalbumet The Best of Bruce Dickinson (2002).       
Bröderna Siviter kom väl överens med Dickinson och de bestämde sig för att bilda ett band ihop, som fick namnet Shots. De gjorde några konserter på Londons pubar, och Dickinson använde sitt teaterintresse för att odla sin scenimage, inspirerad av Ian Anderson i Jethro Tull. Under en av pubspelningarna avbröt sig Dickinson mitt i en av låtarna och började intervjua en man i publiken, och skällde ut honom på skämt för att han inte lyssnade tillräckligt noga. Gimmicken fick sådan bra reaktion från publiken att han gjorde det till ett stående inslag i Shots pubspelningar. En musikagent berömde dem för deras "comedy heavy metal", som han beskrev det, och skrev ett kontrakt med dem. Kontraktet resulterade aldrig i något och alla skivbolag som fick höra "Dracula"-singeln refuserade den.
Under Dickinsons sista termin på universitet, då han övervägde en fortsatt akademisk bana, blev han erbjuden jobbet som sångare i Samson efter att dessa sett Shots uppträda på en pub i Gravesend, Kent och imponerats av hans röst och scenpersonlighet. Han svarade att han först måste klara av sin examen i historia, vilket de var tålmodiga nog att ge honom tid till.

## Samson (1979–1981)
Samma dag som Dickinson tagit sin universitetsexamen infann han sig i Samsons studio för att börja repetera. Samson hade bildats 1977 och var relativt etablerade efter att ha turnerat under ett par år i Storbritannien. De hade redan spelat in sitt debutalbum Survivors, med gitarristen Paul Samson på sång, men det hade ännu inte hunnit släppas och det blev Dickinson som sjöng under albumturnén. Samson var ett heltidsengagerat band, men Dickinson insåg omedelbart att fokuset låg på att dricka alkohol och röka marijuana. Han hade provat droger tidigare i festsammanhang, men i Samson blev det en nödvändig vana. "Jag upptäckte snabbt att om du inte var lite hög kunde du inte kommunicera med någon [i bandet]. Det var helt enkelt omöjligt. Så jag tänkte att jag måste röka en joint ibland, annars skulle jag aldrig kunna skriva något vettigt, och det var så det gick till. Jag var beredd att ge allt för att bli sångare i ett rockband.”
När Samson inledde arbetet med en uppföljare till Survivors bidrog Dickinson med egna idéer som pusslades ihop med bandets låtskrivare. Mot sin vilja gavs han artistnamnet Bruce Bruce efter en Monty Python-sketch, på initiativ av bandets manager. Hans lönecheckar kom också att skrivas ut till namnet Bruce Bruce, vilket gav honom problem att få dem inlösta på banken. 
Samson hade en stökig tillvaro med konstant festande och råkade ständigt ut för missöden och juridiska problem. Deras manager bokade uselt arrangerade turnéer och under en period var de hindrade av en domstolstvist från att kunna turnera. När de 1981 gick skilda vägar från sin struliga manager upptäckte de att deras skivbolag var bankrutt. ”Det finns inte ett fel i branschen som inte vi begick”, kommenterade Dickinson senare.
Irriterad över att Samson stod still med strul och odisciplinerat festande försökte Dickinson bilda ett eget band med gitarristen Stuart Smith. De skrev några låtar ihop, men när Samsons verksamhet drog igång igen rann projektet ut i sanden. Efter sitt andra album med Samson hade Dickinson alltmer tappat intresset för deras stil. Samtidigt hade Iron Maiden problem med sin egen struliga sångare Paul Di'Anno och hade i hemlighet beslutat att han måste ersättas. Steve Harris och Dave Murray hade redan tidigare fått upp ögonen för Dickinsons röst och scenpersonlighet, som Harris ansåg passade hans musik perfekt. Steve Harris och Iron Maidens manager Rod Smallwood begav sig till Readingfestivalen i augusti 1981 för att se Samsons konsert och i hemlighet erbjuda Dickinson en audition för Iron Maiden. Dickinson accepterade erbjudandet, men ställde samtidigt motkravet att han skulle få bidra med sin egen vision och att det skulle ändra bandets stil. Konserten på Readingfestivalen kom att bli Dickinsons sista med Samson. Konserten finns inspelad av BBC och släpptes som albumet Live at Reading 81. 

## Iron Maiden

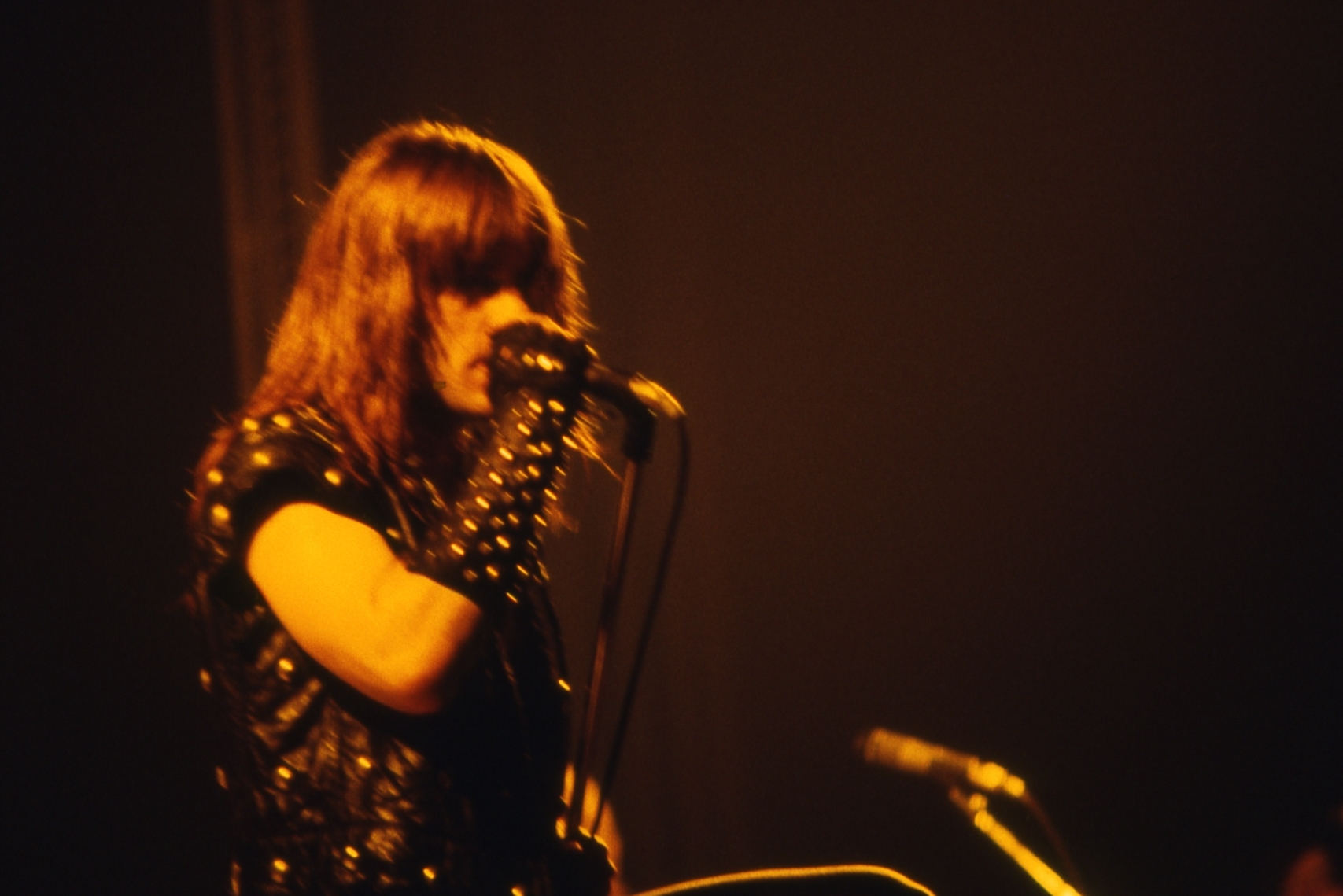
Bruce Dickinson 1982.

### 1981–1993
Bruce Dickinson hade sett några Iron Maiden-konserter när de framträtt på samma ställen som Samson, och han var imponerad av deras musik och energi. När han hörde "Prowler" för första gången fick han samma känsla som när han som femtonåring börjat upptäcka rockmusik genom Deep Purples In Rock. Han gillade det teatrala anslaget i musiken och hade fantiserat om att ta Di'Annos plats för göra Iron Maiden ännu bättre.
Sommaren 1981 blev han kontaktad av Rod Smallwood och Steve Harris, som beslutat sig för att ersätta Paul Di'Anno. Inför sin hemliga audition med bandet hade han blivit instruerad att lära sig fyra låtar, men eftersom det bara fanns två utgivna album lärde han sig samtliga låtar. Under sin audition i replokalen sjöng han Prowler, Sanctuary, Running Free, Remember Tomorrow och Murders in the Rue Morgue, men efter att stämningen lättats upp började de också roa sig med bitar från gemensamma favoritband som Black Sabbath, Deep Purple och Jethro Tull. Bandet var omedelbart övertygade, men man ville även pröva hans röst i studiomiljö och eftersom det inte fanns någon tillgänglig studiotid dröjde det ytterligare några veckor innan de kunde ge honom slutgiltigt besked. När han kom med i Iron Maiden såg han den stora skillnaden mot Samson, då Iron Maiden inte bara hade full ekonomisk uppbackning av ett stort skivbolag med bättre utrustning och egen personal, utan höll stenhårt på sina arbetsrutiner med hög disciplin och målmedvetenhet.
Efter Dickinsons första konserter med Iron Maiden inkom ett klagobrev från en bitter engelsk lyssnare som tyckte att den nya sångaren fick musiken att låta som en luftanfallssiren, vilket ledde till att bandets manager tog fasta på smeknamnet "The Human Air Raid Siren". 
Iron Maidens första album med Dickinson var The Number of the Beast som spelades in i London under fem veckor vintern 1982. Iron Maiden gillade inte hans artistnamn Bruce Bruce och han fick använda sitt riktiga namn. Allt existerande låtmaterial var uttömt på Iron Maiden (1980) och Killers (1981), vilket innebar att bandet för första gången behövde börja från noll med låtskrivandet och göra ett nytt album från grunden. Med Dickinsons större sångregister kunde Iron Maiden skriva mer komplicerade låtar, vilket bandledaren Harris alltid hade eftersträvat.  Dickinson själv var ofrivilligt hindrad från att officiellt delta i låtskrivandet på The Number of the Beast på grund av kvardröjande kontrakt med Samson, men han närvarade ändå under skapandeprocessen. Exempelvis kompade han Smith och Harris på trummor i replokalen när de arbetade fram "The Prisoner".
På de två efterföljande albumen Piece of Mind (1983) och Powerslave (1984) bidrog Dickinson med mycket låtskrivande, i första hand tillsammans med gitarristen Adrian Smith. Precis som han sagt redan innan sin audition tog han bandet i en mer teatral stil på scen, genom ett mer expressivt framträdande och inslag av utklädnad. 
Efter den mycket omfattande Powerslave-turnén kände sig Dickinson totalt utbränd och övervägde att sluta helt med musiken. Det bestämdes att bandet skulle få några månaders paus, och under denna viloperiod började Dickinson experimentera med sitt låtskrivande. Om Iron Maiden skulle fortsätta vara intressant ville han ta dem i en ny proggig riktning, och han skrev experimentellt akustiskt material med inslag av säckpipa och folkmusik i stil med Jethro Tull. Efter att hans låtförslag blivit ratade valde han att inte bidra i skapandeprocessen till Iron Maidens sjätte album, Somewhere in Time (1986), utan enbart stå för sången. Inför det sjunde albumet, Seventh Son of a Seventh Son (1988), hade Dickinson fått förnyad entusiasm och bidrog åter igen till låtskrivandet.

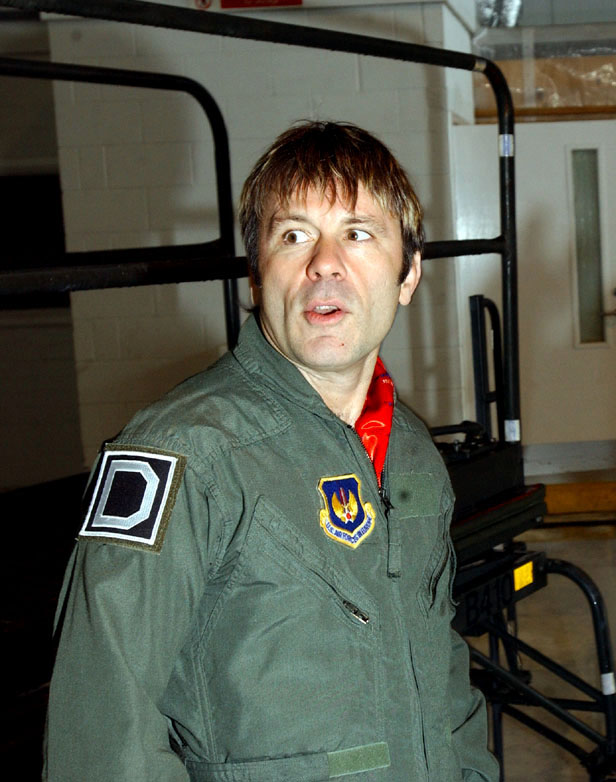
Dickinson har flygcertifikat och bär här pilotmundering.

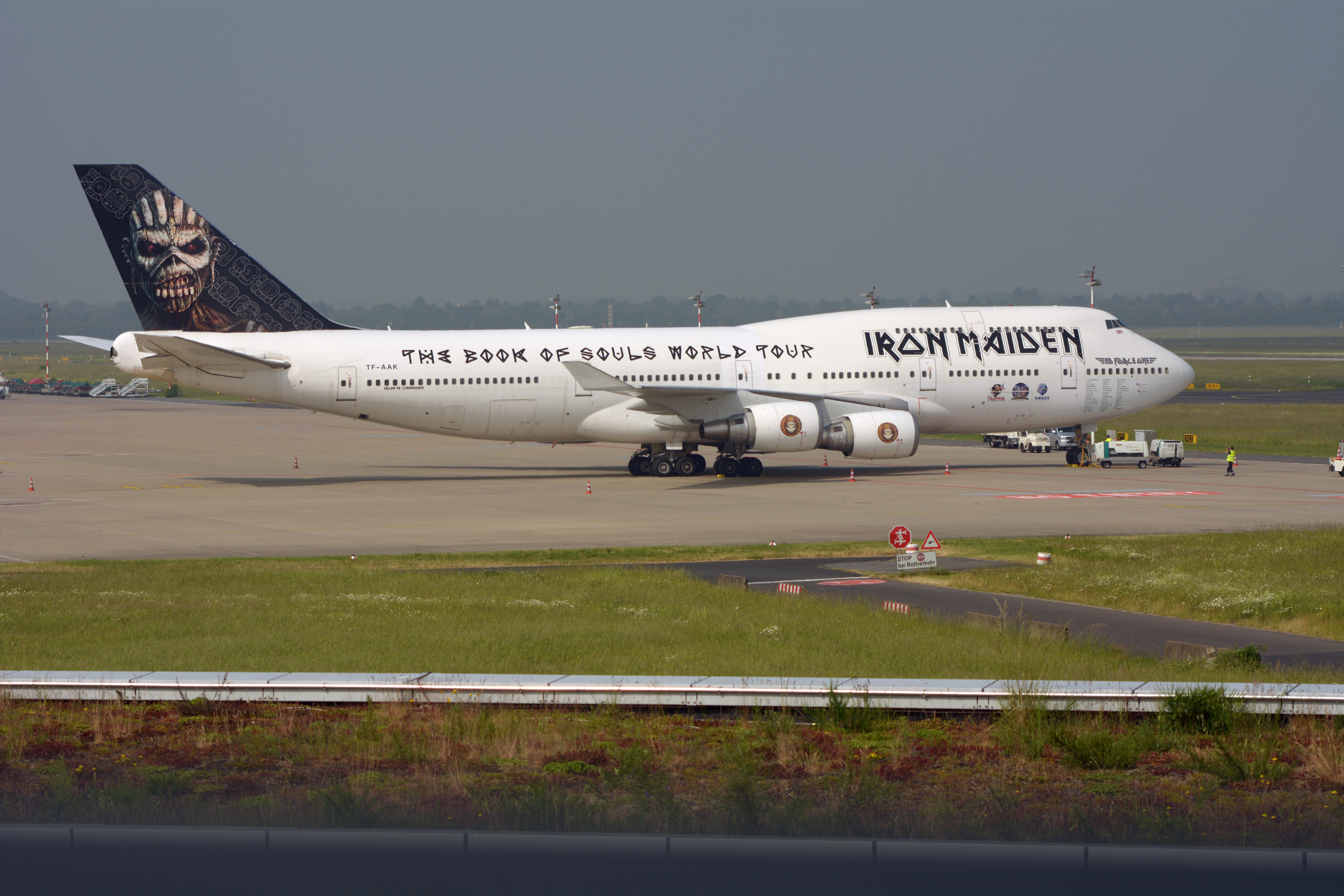
Ed Force One.

Efter turnén för Seventh Son of a Seventh Son var det sedan tidigare beslutat att bandet skulle ta ett helt års paus från 1989 till 1990. Eftersom det var deras längsta paus dittills, efter intensiv verksamhet under hela 1980-talet, uppstod rykten om att bandet skulle splittras. Detta rykte späddes på av Bruce Dickinsons solodebut Tattooed Millionaire (1990). Han dementerade själv detta rykte redan innan soloalbumet kom ut.
Det blev sedan två album till med Dickinson i Iron Maiden, innan han 1993 tog det impulsiva beslutet att sluta i bandet. Turnén för Fear of the Dark (1992) var inbokad att fortsätta under våren och sommaren 1993, och under ledigheten mellan de två turnéhalvorna hade Dickinson börjat arbeta på den beställda uppföljaren till Tattooed Millionaire. Bandets manager Rod Smallwood, som också var Dickinsons personliga manager, hade sagt åt honom att inte göra något halvdant och inte släppa något som inte höll högsta kvalitet. Han skrev på sin nya solomusik i Los Angeles och drogs till mer alternativ rock, vilket fick honom att känna att han stod vid ett musikaliskt vägskäl som skulle kräva hans fulla uppmärksamhet. Samtidigt kände han alltmer att Iron Maiden var för rutinmässigt och enkelspårigt för att vara tillräckligt kreativt intressant, i proportion till den tid som Iron Maiden krävde. En dag såg han ett Henry Miller-citat i LA Times som löd "all growth is a leap in the dark, a spontaneuos unpremedited act without the benefit of experience", och när han läste detta bestämde han sig impulsivt för att sluta i Iron Maiden. Han erbjöd sig att göra ett sista studioalbum och en sista turné med Iron Maiden, för att få till ett bra avslut som de andra i bandet kunde känna sig nöjda med, men det beslutades att den redan inbokade sommarturnén skulle bli hans avskedsturné. Han gjorde sin sista konsert med Iron Maiden den 28 augusti 1993.

### 1999–
Efter att Bruce Dickinsons ersättare Blaze Bayley fått allt tydligare problem med rösten hade de övriga bandmedlemmarna börjat överväga en ny sångare, samtidigt som Rod Smallwood hade talat med Dickinson om en återförening. Bruce Dickinson hade under andra halvan av 90-talet fått en förnyad ambition om att återgå till att spela hårdrock på större arenor, och Smallwood ordnade ett hemligt möte mellan Dickinson och Harris i Bristol där Harris övertygades om en återförening. Dickinson och Harris var överens om att återföreningen inte skulle handla om nostalgi, utan att de skulle fortsätta göra nya ambitiösa album. Återföreningen inkluderade även Adrian Smith, som sedan 1997 ingått i Dickinsons soloband. Återföreningen annonserades i ett pressmeddelande den 10 februari 1999. Bruce Dickinsons återkomst innebar ett förnyat intresse hos den bredare publiken, vilket inledde en ny storhetstid för Iron Maiden med kraftigt ökade publiksiffror och arenaturnéer under 2000-talet.

## Solo

### Tattooed Millonaire (1990)
Under 1989 blev Dickinson tillfrågad av musikförlaget Zomba att göra ledmotivet till skräckfilmen Terror på Elm Street 5, vilket resulterade i låten Bring Your Daughter...To the Slaughter som han spelade in tillsammans med sin vän Janick Gers (som 1990 skulle efterträda Adrian Smith i Iron Maiden). Det inspirerade Dickinson och Gers till att göra ett fullängdsalbum. Iron Maidens skivbolag EMI hade sedan tidigare erbjudit samtliga bandmedlemmar varsitt solokontrakt, om de ville göra ett sidoprojekt. Albumet Tattooed Millionaire skrevs tillsammans med Gers på bara två veckor och spelades in under sommaren 1990. Zomba hade köpt Battery Studios i London och Dickinsons soloband fick bli först ut att testa den, tillsammans med producenten Chris Tangarides som hade kontrakt med Zomba och dessutom ingick i Dickinsons umgängeskrets. Tanken var att göra ett lättsammare rock'n'roll-album, i mer rå och nerskalad stil till skillnad från Iron Maidens mer episka och komplexa produktioner. Den efterföljande klubbturnén gjordes också i denna mer nerskalade stil, i jeans och läderjacka istället för spektakulära scenkläder i spandex. Låten som startade projektet utelämnades dock från albumet eftersom Steve Harris ansåg att den skulle sparas till Iron Maiden och den inkluderades i nyinspelning på No Prayer for the Dying senare samma år.

### Balls to Picasso (1994)
Under 1993 inledde Dickinson arbetet med ett andra soloalbum, och började spela in låtar i Los Angeles med det engelska bandet Skin. Dessa inspelningar resulterade dock aldrig i något färdigt skivsläpp, då han inte tyckte att det höll tillräckligt hög kvalitet. Han gjorde ett nytt försök med producenten Keith Olsen, men inte heller dessa inspelningar resulterade i något skivsläpp. Det var under detta experimenterande studioarbete som Dickinson bestämde sig för att lämna Iron Maiden. Några låtar från dessa studiosessioner har senare getts ut som b-sidor, bonusspår eller på samlingsalbumet The Best of Bruce Dickinson. Endast Tears of the Dragon överlevde till Balls to Picasso. Dickinson hade lärt känna gitarristen Roy Z och hans band Tribe of Gypsies, och tillsammans med Roy Z skrev han helt nytt material. Albumet spelades in med Tribe of Gypsies som studioband och hade en tyngre och mer alternativ stil än Tattooed Millionaire. Titeln var först tänkt att vara antingen "Tears of the Dragon" eller "Laughing in the Hiding Bush", men ändrades då han såg uttrycket "Balls to Picasso" i toalettklotter tillsammans med två fyrkanter. Albumet släpptes i juni 1994.

### Skunkworks (1996)
När Tribe of Gypsies fokuserade på sin egen karriär satte Dickinson ihop ett nytt ungt band för Balls to Picasso-turnén, och den unge gitarristen Alex Dickson blev hans nya låtskrivarpartner. Tillsammans skrev de nästa album Skunkworks. Tanken var att Skunkworks skulle vara ett nytt band, men skivbolaget insisterade på att Dickinsons namn skulle stå med på skivomslaget. Albumet var åter igen mer modern alternativ rock och producerades av Jack Endino från grunge-scenen. Dickinsons manager Rod Smallwod gillade inte att han försökte sluta vara hårdrockssångare, men Dickinson var fast besluten att göra något nytt. Han klippte till och med av sig håret inför detta album. Skunkworks fick ett mycket gott mottagande i media, men skivförsäljningen var åter igen en besvikelse jämfört med sin föregångare. Skunkworks splittrades i samförstånd och god ton redan i slutet av 1996 på grund av musikaliska olikheter.

### Accident of Birth & Chemical Wedding (1997–1998)
Efter att Skunkworks splittrats var Dickinson osäker på hur han skulle fortsätta sin musikaliska bana. Han var besviken över ointresset för hans soloalbum, men fick förnyad entusiasm när Roy Z hörde av sig med nya låtförslag i tyngre hårdrocksstil. Dickinson begav sig omedelbart till Roy Z i Los Angeles och påbörjade albumet Accident of Birth. Adrian Smith blev tillfrågad om att medverka och kom att bidra som låtskrivare och gitarrist i turnébandet. Albumet blev en tydlig återgång till mer klassisk hårdrock, och Dickinson använde sig även av Iron Maidens gamle omslagsillustratör Derek Riggs för att skapa den nya maskoten Edison som en motsvarighet till Iron Maidens monstermaskot Eddie.
Det kreativa teamet Bruce Dickinson, Roy Z och Adrian Smith återkom 1998 med albumet The Chemical Wedding, där Dickinson arbetade starkt konceptuellt på temat ockultism och alkemi med särskild influens av den engelske poeten William Blake som levde 1757–1827.
Accident of Birth och Chemical Wedding hyllades av kritiker och publik, men inget av albumen sålde i några större mängder. Dickinsons liveband spelade i små lokaler, exempelvis på Valand i Göteborg (först bokades det ännu mindre Sticky Fingers). Scream for Me Brazil släpptes som livealbum från denna period, inspelat under Chemical Wedding-turnén.

### Tyranny of Souls (2005)
Bruce Dickinsons femte soloalbum Tyranny of Souls släpptes 2005, då han varit återförenad med Iron Maiden sedan 1999. Det skrevs och spelades in tillsammans med Roy Z, precis som de föregående soloalbumen.    

### The Mandrake Project (2024)
Under 2021 berättade Bruce Dickinson i intervjuer om ett kommande soloalbum, där han åter igen samarbetat med Roy Z. I september 2023 tillkännagavs det kommande albumet The Mandrake Project samt en tillhörande soloturné under sommaren 2024. En första singel, Afterglow of Ragnarok, släpptes 30 november 2023. Albumet utkom 1 mars 2024.

### Nyutgåvor & samlingsboxar
2001 släpptes samlingsalbumet The Best of Bruce Dickinson, med två nyskrivna låtar och flera rariteter.
När Tyranny of Souls släpptes gjordes även en nyutgåva av alla hans äldre album, tillsammans med en bonusskiva till varje.
En DVD-box med titeln Anthology släpptes i juni 2006 och innehåller tre konserter från Dickinsons karriär, samt musikvideor, en längre intervju och fotografier från tiden i Samson.
2017 släpptes en vinylbox med titeln Soloworks.

## Fäktning
Bruce Dickinson började fäktas i högstadieåldern på privatskolan i Northamptonshire, där det ingick i skolans sportaktiviteter. Han vann skolmästerskapet och höll sedan igång träningen även under sin karriär som turnerande rockstjärna i Iron Maiden under 80-talet. När han tog ett steg tillbaka från låtskrivandet inför albumet Somewhere in Time 1986 fokuserade han på fäktningen och kvalificerade sig på elitnivå i Europa. I samband med inspelningen av Seventh Son of a Seventh Son i Tyskland 1987 flyttade Dickinson tillfälligt till Bonn för att ha närhet till det västtyska träningscentret för fäktare. Han nådde sin personliga topp som fäktare i slutet av 80-talet, och på florett rankades han som högst som sjua i Storbritannien. Hans klubb representerade England vid Europacupen 1989. Han grundade även en egen firma för fäktningsutrustning under namnet Duellist. Han har även varit aktiv som expertkommentator vid fäktningstävlingar.

## Författare
Under Iron Maidens turné 1986–1987 författade Bruce Dickinson en satirisk komediroman, The Adventures of Lord Iffy Boatrace. Han skrev för hand på hotellpapper och underhöll turnépersonal och bandmedlemmar med den våldsamma och snuskiga berättelsen. Det dröjde till 1990 innan boken blev utgiven, då den sålde goda 30 000 exemplar vilket fick förlaget att genast beställa en uppföljare. Den andra boken om Lord Iffy Boatrace, The Missionary Position, gavs ut 1992. Dickinson påbörjade en tredje bok, men kasserade den efter 60 sidor.
I slutet av 1990-talet hade Bruce Dickinson börjat spåna med filmmakaren Julian Doyle, som arbetat med Monty Python och Terry Gilliam, om att göra en spelfilm om den engelske ockultisten Aleister Crowley. Crowley hade tidigare influerat Dickinsons låtskrivare på album som Piece of Mind, Seventh Son of a Seventh Son och The Chemical Wedding. Efter tio års planerande, med 800 sidor manusidéer, beslutade de sig för att själva stå som producenter för att kunna förverkliga filmen. Då budgeten inte tillät en periodfilm från Crowleys levnadstid ändrade Dickinson handlingen till att låta berättelsen utspela sig i nutid, med en återuppstånden Crowley på 2000-talet. Filmen Chemical Wedding hade premiär 2008.
2017 publicerades Bruce Dickinsons självbiografi What Does This Button Do? av förlaget Harper Collins. Han skrev hela boken för hand i kollegieblock.
I samband med soloalbumet The Mandrake Project (2024) lanserade Bruce Dickinson en serietidning med samma namn. Serietidningen ges ut i tolv delar av Z2 Comics och storyn är skriven av Dickinson i samarbete med den brittiske manusförfattaren Tony Lee. Handlingen utgår från tematiken i låten Accident of Birth från 1997 och anknyter till rollfigurer och tematik på The Mandrake Project. Ett förhandsexemplar med halva episod #1 presenterades på Comic Con i São Paulo i december 2023.

## Flygning
Bruce Dickinson började flyga som hobbypilot på 1990-talet. När bandkollegan Nicko McBrain tog pilotcertifikat i slutet av 1980-talet blev Dickinson inspirerad till att köpa en flygsimulator till sin Macintosh Portable. Efter att ha tränat på simulatorn i några år tog han sina första riktiga flyglektioner i USA under sommaren 1992. Vintern 1993 fick han certifikat för privatflygning med små propellerplan.
År 2002 utbildade han sig till Boeing 737-pilot och blev erbjuden tjänst som trafikpilot hos flygbolaget Astraeus. Han var anställd som pilot hos Astraeus tills bolaget avvecklades i november 2011. Under de sista åren hos Astraeus var han även bolagets Marketing Director.
Han vidareutbildade sig för att flyga Boeing 757 under 2007, för kunna flyga Iron Maidens eget turnéflygplan under 2008. Planet, som döptes till Ed Force One och också benämndes  Flight 666, var en inhyrd Boeing 757 som byggdes om för att kunna transportera både band, turnépersonal och all scenutrustning. Med det egna planet kunde Iron Maiden resa till helt nya destinationer som tidigare ansetts för svåra rent logistiskt att hålla konserter på. Till Iron Maidens turné 2016 hade man uppgraderat till en Boeing 747, dubbelt så stor och tre gånger så tung som en Boeing 757, och Dickinson vidareutbildade sig i Cardiff för flyga som planets huvudpilot.
Bruce Dickinson sitter i styrelsen för flygbolaget Cardiff Aviation, som tillhandahåller pilotutbildning och underhållshangarer i Wales. År 2019 bytte bolaget namn till Caerdav. Han har också investerat i brittiska bolag som arbetar med framtagningen av moderna zeppelinare.
År 2014 köpte Dickinson en replika av ett plan från första världskriget, en Fokker Dr.I för att delta i uppvisningsgruppen The Great War Display Team.
Flygning är också texttemat i flera av Dickinsons hårdrockslåtar, som Tailgunner, Silver Wings, Kill Devil Hill, Navigate the Seas of the Sun, Coming Home, Death or Glory och Empire of the Clouds.

## Föreläsare
Efter sitt konceptuella hårdrocksalbum The Chemical Wedding 1998 bjöds Bruce Dickinson in till engelska fakulteten vid University of East Anglia för att föreläsa om William Blake.
Under 2010-talet var Dickinson flitigt aktiv som bokad föreläsare, både som inspirationsföreläsare vid företagskonferenser med konceptet "turning customers into fans", och som mer underhållande historieberättare med sin spokenword-föreställning "An Evening with Bruce Dickinson" som han turnerat med regelbundet sedan självbiografin kom ut 2017. I Sverige har han föreläst för företag på Svenska Mässan och Lisebergsteatern i Göteborg, och för teaterpublik på Cirkus i Stockholm, Gothia Towers i Göteborg och på Malmö Live.

## Ölbryggare
2013 tog Iron Maiden fram ett eget engelskt öl tillsammans med Robinson Brewery i Stockport. Receptet togs fram av Dickinson tillsammans med bryggeriets Martyn Weeks, och ölen fick namnet Trooper efter Iron Maiden-låten. 2014 meddelade Dickinson att han skulle fortsätta engagera sig i ölbryggandet, och att Trooper-ölen kommit att bli en verksamhet på egna ben vid sidan av Iron Maidens verksamhet.

## Radio och tv
Mellan 2002 och 2010 var Bruce Dickinson programledare för Friday Rock Show på BBC Radio 6. Under våren 2010 valde BBC att lägga ner programmet, till Dickinsons uttalade missnöje. Det sista programmet i maj gjordes som en tribut till den nyligen avlidna Ronnie James Dio. Inspelningarna köptes 2014 av TeamRock Radio, som sänt programmet i repris.
Mellan 2003 och 2007 var Dickinson programledare för musikserien Masters of Rock på BBC Radio 2.
2005 var Dickinson programledare för dokumentärserien Flying Heavy Metal på Discovery Channel, en serie i fem avsnitt.
2006 var Dickinson programledare för dokumentären Inside Spontaneous Human Combustion på Sky One.
I november 1990 gästspelade Dickinson som skådespelare i episod 7, säsong 2 av deckarserien The Paradise Club på BBC, där han spelade musikern Jake Skinner.
Han har även varit gäst i antal dokumentärprogram, främst om flygplan men också om tåg och stridsvagnar.

## Citat
| ” | When I write with Maiden, then I write only with the guys in Maiden, we don't do songs from outside people. | „ |

| ” | Well, yeah, sometimes I get a little too creative. | „ |

| ” | Well, if it's the audience is a bit lagging we kick them in the nuts until they wake up! | „ |

## Diskografi

### Speed
- Man In The Street 7" (1980)

### Samson
- Survivors (1979)
- Head On (1980)
- Shock Tactics (1981)
- Live at Reading 1981 (1990)

### Iron Maiden
- The Number of the Beast (1982)
- Piece of Mind (1983)
- Powerslave (1984)
- Live after Death (1985)
- Somewhere in Time (1986)
- Seventh Son of a Seventh Son (1988)
- No Prayer for the Dying (1990)
- Fear of the Dark (1992)
- A Real Live One (1993)
- A Real Dead One (1993)
- Live at Donington (1993)
- Brave New World (2000)
- Rock In Rio (2001)
- Dance of Death (2003)
- Death on the Road (2005)
- A Matter of Life and Death (2006)
- Flight 666 (2008)
- The Final Frontier (2010)
- En Vivo! (2011)
- The Book of Souls (2015)
- The Book of Souls: Live Chapter (2017)
- Nights of the Dead: Legacy of the Beast: Live in Mexico City (2020)
- Senjutsu (2021)

### Solo
- Tattooed Millionaire (1990)
- Balls to Picasso (1994)
- Alive in Studio A (1995)
- Skunkworks (1996)
- Accident of Birth (1997)
- The Chemical Wedding (1998)
- Scream for me Brazil (1999)
- The Best of Bruce Dickinson (2002)
- Tyranny of Souls (2005)
- The Mandrake Project (2024)

### Iron Maidens videor och DVD
- Video Pieces (1983)
- Behind the Iron Curtain (1985)
- Live After Death (1985)
- 12 Wasted Years (1987)
- Maiden England (1989)
- The First Ten Years (1990)
- From There to Eternity (1992)
- Donington Live 1992 (1993)
- Raising Hell (1994)
- Rock in Rio (2002)
- Visions of the Beast (2003)
- The Early Days (2004)
- Death on the Road (2005)
- Iron Maiden: Flight 666 (2009)
- Iron Maiden: En Vivo! (2012)